# فولویو برناردینی
فولویو برناردینی (به ایتالیایی: Fulvio Bernardini) بازیکن فوتبال و اهل ایتالیا است که از سال ۱۹۲۵ میلادی عضو تیم ملی فوتبال ایتالیا بوده و در ۲۶ بازی ملی حضور داشته‌است. او در بازی‌های ملی‌اش ۳ گل به ثمر رساند.
فولویو برناردینی آخرین بازی ملی خود را در سال ۱۹۳۲ میلادی انجام داد.